# کاله پارویاینن
کاله پارویاینن (فنلاندی: Kalle Parviainen؛ زادهٔ ۳ اکتبر ۱۹۸۲) بازیکن فوتبال اهل فنلاند است.
از باشگاه‌هایی که در آن بازی کرده‌است می‌توان به باشگاه فوتبال اینتر تورکو، باشگاه فوتبال هاکا، و باشگاه فوتبال کوپیون پالوسئورا اشاره کرد.
وی همچنین در تیم ملی فوتبال فنلاند بازی کرده‌است.